# 周昕
周 昕（しゅう きん、? - 196年）は、中国の後漢末期の政治家。揚州丹陽郡の太守。字は泰明。揚州会稽郡の人。弟は周昂・周喁。『三国志』呉志「宗室伝」、及び「宗室伝」に引用された『会稽典録』に名がある。

## 人物

### 生涯
若いときに都に行き、太傅の陳蕃に師事し、さまざまな書籍を読んだ。中でも占いに通じたという。太尉の役所に招かれ、高い席次で及第し、丹陽太守まで昇進を遂げた。
霊帝の没後、後漢朝が混乱し董卓が政権を握ると、それに反抗する勢力が関東で蜂起した。その一人である曹操に対し、揚州刺史の陳温と共に兵力を提供し、協力の姿勢を見せた。一万人以上の兵士を提供したといい、弟の周喁は曹操の軍師になったともいう。
初平4年（193年）頃から、揚州が袁術の進出により乱れると、周昕は袁術の残虐さを嫌って絶交し、兄弟でその侵略に抵抗した。弟の周昂は袁紹に与し、豫州刺史、後に九江太守として袁術方の部将である孫堅や孫賁と敵対したという。
やがて、周昂が守備する九江は孫賁に奪われ、周昕が守備する丹陽は呉景に奪われるなど劣勢になる。『献帝春秋』によると、呉景は周昕に味方した丹陽の住民の処刑を予告したため、周昕は民衆の身を案じて軍を解散し丹陽を放棄し、故郷の会稽に帰還した。
孫策が会稽に攻め寄せてくると、抗戦の道を選んだ太守の王朗と共に、固陵においてこれを防いだ。孫策は叔父の孫静の勧めにより、査瀆を急襲し王朗軍の動揺を誘う作戦を取った。これに乗せられた王朗は周昕を査瀆の援軍に差し向けるが、孫策に打ち破られて周昕は斬られ、まもなく会稽は孫策の手に落ちた。
周喁は帰郷後、周昂と行動を共にしたが敗れ、最後は故郷に帰るも許貢に殺害されたという。

### 物語中の周昕
小説『三国志演義』では、会稽郡の太守である王朗配下の武将とされ、史実と同様、孫策の会稽侵攻に、王朗や厳白虎と共に抵抗するが、孫静の進言で孫策に急襲された査瀆の救援へ向かうところを、襲撃され討たれている。